# Río Taibilla
El Taibilla es un río del sureste de la península ibérica perteneciente a la cuenca hidrográfica del Segura que discurre íntegramente por la provincia de Albacete (España). 

## Curso
El Taibilla nace en el municipio de Nerpio, localizado en la Sierra del Segura. Pasa por los pueblos de Pedro Andrés y Nerpio, en el municipio de Nerpio, además de los municipios de Yeste, entre otros.
En su curso se encuentra en embalse del Taibilla de 9 hm³ de capacidad.

## Obras hidráulicas
En 1927 se estableció la Mancomunidad de los Canales del Taibilla con la finalidad de llevar agua del río Taibilla a la Base Naval de Cartagena y las ciudades de Cartagena, Murcia y Orihuela. La primera fase del proyecto culminó en 1945 y supuso un hito en el crecimiento y el desarrollo de todo el sureste español. Con cerca de 200 kilómetros de longitud, en su día fue el canal de abastecimiento cubierto más largo de Europa.

## Degradación ambiental
Desde finales de los años 50 del siglo XX la Mancomunidad de los Canales del Taibilla viene derivando íntegramente el caudal del río Taibilla, resultando en la completa desecación del mismo en un tramo de 6 km entre la Presa de la Toma y la aldea de Vizcable (Nerpio/Yeste), punto a partir del cual recupera un pequeño caudal (inferior al caudal ecológico) de varios manantiales y del Arroyo de Las Herrerías.
Esta situación de intensa degradación ambiental ha propiciado la creación de la plataforma ciudadana Taibilla VIVO, que reclama la implantación de un caudal mínimo, la restauración ambiental del tramo afectado y compensaciones para los municipios de Nerpio y Yeste por los perjuicios ocasionados.